# Bardsey cum Rigton
Bardsey cum Rigton est une paroisse civile du Yorkshire de l'Ouest, en Angleterre.